# Carlos II con armadura
Carlos II con armadura es una pintura al óleo de 1681 realizada por el pintor español Juan Carreño de Miranda (1614-1685) del rey de España Carlos II. El número de artistas reales, bajo control de Carlos II, hizo que pudiera estar en posesión de una de las mejores colecciones de Europa. Este cuadro se encontraba originalmente en una sala de El Escorial, hoy pertenece al Museo del Prado de Madrid con el número de inventario P07101.

## Descripción
El personaje es un retrato de cuerpo entero del joven Carlos II de España con el pelo largo y vestido con un equipo militar en forma de armadura, botas de montar, la espada y el cetro. La armadura está decorada con la cruz de Borgoña y un brillante sol. Detrás del rey se puede ver una mesa apoyada sobre leones de bronce, encima de la cual se encuentra un casco y un guante. En el fondo, detrás de una balaustrada, se vislumbran dos buques de guerra disparando cañones.

## Historia
Carlos II fue el último Habsburgo que reinó en España, nació con discapacidades físicas y mentales y dependió de cuidadores durante toda su vida. El artista tuvo un trabajo difícil para presentar al rey tanto de forma idealizada como a la vez realista. De acuerdo con la datación de la imagen, el rey contaba con 20 años de edad. Fue en esta obra la primera vez que fue representado con vestiduras militares, las referencias bélicas del fondo del retrato, se refieren a las guerras con Luis XIV de Francia. Los símbolos dibujados en la armadura son los pertenecientes a la que usó Felipe II en la batalla de San Quintín del año 1557. Los exámenes realizados en la pintura con rayos X han mostrado, que bajo la capa actual, hay un retrato del rey con unos 10 años de edad.